# 샤를 드골
샤를 앙드레 조제프 마리 드골(프랑스어: Charles André Joseph Marie de Gaulle, 1890년 11월 22일 ~ 1970년 11월 9일)은 프랑스의 레지스탕스 운동가, 군장교이자 정치인, 작가이다. 1945년 6월부터 1946년 1월까지 임시정부 주석을, 1958년 6월 1일부터 6개월 동안 총리로 전권을 행사했고 1959년 1월 8일에 프랑스 제18대 대통령으로 취임하였다. 1965년 대선에서 재선하였으나 1969년 지방 제도 및 상원 개혁에 관한 국민투표에서 패하고 물러났다.
제2차 세계 대전 아라스 전투에서 기갑부대를 지휘하여 에르빈 롬멜의 유령사단에 유일하게 성공적으로 반격하였고 국방부 육군차관을 지냈으나, 후에 망명 프랑스 자유민족회의와 프랑스 임시정부를 조직, 결성했다. 제2차 세계 대전 종전 이후 총리를 2번 지내고 제18대 대통령을 역임했다.

## 이름
샤를 드골의 성은 ‘골(Gaulle)’이다. 그러나 한국에서는 ‘골’이 아닌 ‘드 골’ 또는 ‘드골’로 불리는 일이 많다. 국립국어원은 붙여쓴 표기인 ‘드골’을 표준 표기로 쓰고 있다.

## 생애

### 생애 초반

#### 출생과 유년기

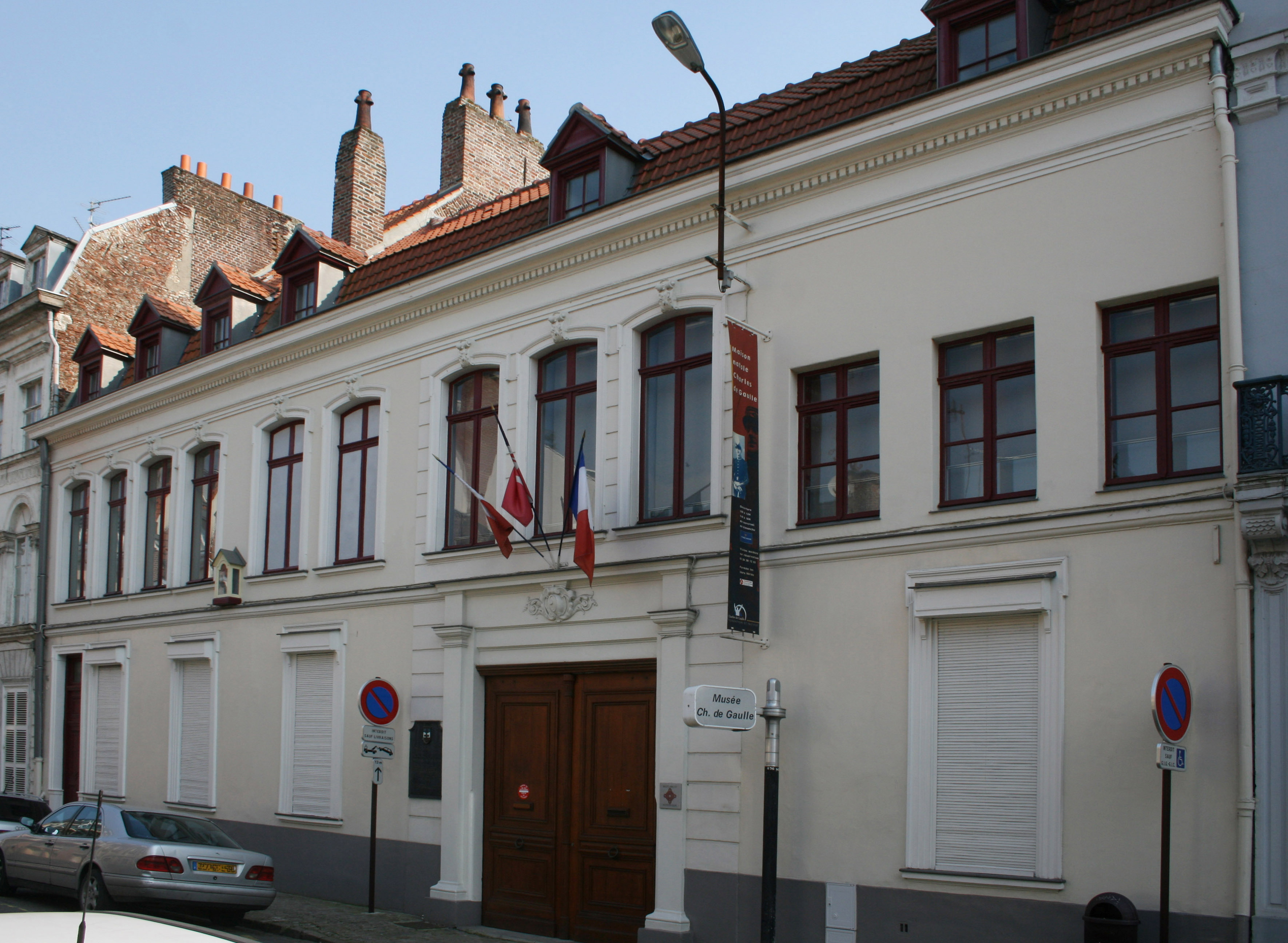
릴에 있는 드골의 생가

드골은 현재 오드프랑스 레지옹 노르주에 속한 릴에서 출생했다. 5명 중 셋째이며, 독실한 가톨릭 신자 집안에서 자랐다. 드골의 가문은 역대로 숱한 역사가와 작가들을 배출했다. 아버지 앙리 드골(Henri de Gaulle)은 노르망디와 버건디 지방의 정치계 상류층의 후손이다. 예수회 대학의 역사와 문학 교수였으며 후에 자신의 학교를 세운다. 아들에게 철학과 문학을 가르쳤으나, 샤를은 문학이나 철학보다는 군사학에 관심을 보였다. 어머니(Jeanne)는 릴의 부유한 사업가 집안 후손이다. 조상으로 프랑스, 아일랜드, 스코틀랜드, 프랑드르, 독일인이 있다.

#### 사관생도, 1차 세계 대전 참전
1912년 생시르 사관 학교를 졸업하고, 제1차 세계대전에 중위로 참가하여 최고 훈장을 받았다. 제1차 세계대전 때 베르됭 전투에 참가한 그는 3번씩이나 부상을 입고 2년 8개월 동안 포로생활을 했으며, 동료 수감자와 5회에 걸쳐 탈출을 시도했다. 프랑스 육군 수훈보고서에는 3차례 드골의 이름이 기록, 언급되었다. 1918년 제1차 전쟁이 끝난 후 감옥에서 풀려났고, 페탱 참모 총장의 직속 장교와 중동 제국에의 군사 사절단장을 거쳐, 최고 국방 회의 사무국장이 되었다.

#### 가정생활
1921년 4월 7일 드골은 이본느 벙드루(Yvonne Vendroux)와 결혼한다. 세 명의 아이를 두었으며, 필리프(1921년 출생), 알랭 드 봐씨유 장군과 결혼한 엘리자베스(1924–2013), 그리고 안느(1928–1948)가 있다. 안느는 다운증후군이 있었고 20살에 폐렴으로 사망한다. 부인은 드골처럼 보수적인 카톨릭 신자였다. 그는 형 자비에(1887–1955), 누나 아녜스(1889–1983), 두 명의 남동생 자끄(1893–1946)와 피에르(1897–1959)가 있다. 그는 막내 동생 피에르와 특히 가까웠는데, 얼굴까지 매우 닮았다. 대통령 경호원들은 형을 보러온 피에르를 가끔씩 드골과 헷갈려했다고 한다.

### 제2차 세계 대전

#### 제2차 세계 대전 참전
드골은 명석하고 성실하며 열의에 찬 장교로서 군대경력을 거치는 동안 자신감과 용기, 그리고 독창적인 사고를 갖춘 인물로 유명했다. 제1차 세계대전 때에는 제4기갑 사단을 이끌고 랑 아브빌에서 독일군을 막았다. 1927년부터 1929년까지 2년간 라인란트 점령군의 육군소령으로 복무했다. 다시 1936~38년 라인란트 점령군 소령으로 복무하면서 독일의 침공 가능성과 프랑스군의 허술한 방비상태를 알게 되었으며, 2년간 중동에서 근무한 후 중령으로 승진하여 4년 동안 국방위원회 사무국 직원으로 근무했다.
다시 제2차 세계 대전이 발발하자 드골은 제5군 소속 기갑여단 이끌고 전쟁에 참전하였다. 1940년 5월 제4기갑사단 지휘관으로 부임하였다. 2차례의 전차전에서 자신의 독창적인 이론을 적용했던 그는 정력적이며 대담하고 뛰어난 지휘관이라는 평가를 받기도 했다.
1940년 6월 레노 총리 아래서 국방부 육군담당 차관이 되었으나, 독일과의 휴전을 모색하고 있던 페탱 원수가 레노를 축출, 프랑스가 독일에 항복하자 런던으로 망명하여, 자유 프랑스 민족회의를 결성하였다.

#### 단파방송과 영국에서의 활동

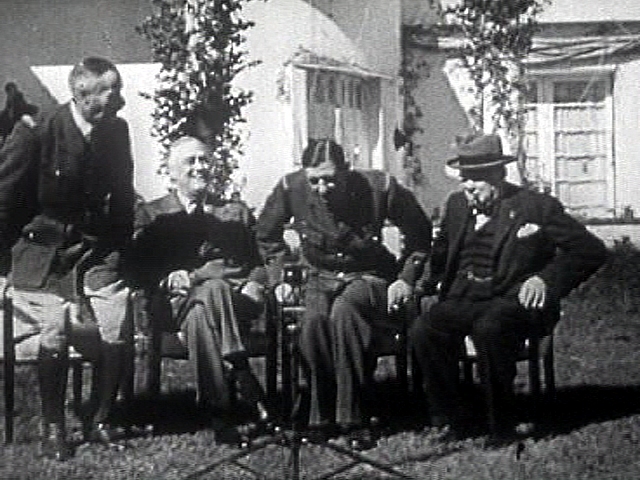
카사블랑카 회담에서 루스벨트 대통령과 처칠 총리와 함께 (1943년)

영국으로 망명한 드골은 6월 18일 런던에서 프랑스의 레지스탕스를 독려하였고, 나치 치하의 프랑스인 동포들을 향해 프랑스어 라디오 방송을 내보냈고 자신을 중심으로 대(對) 독일 항전을 계속하자고 호소했다. 1940년 8월 2일 비시 정부는 드골을 궐석재판에 세워 계급박탈, 재산몰수와 함께 사형을 선고하였다.
그러나 영국 정부와 드골의 관계는 원만하지 못했으며, 때때로 드골의 오만한 성격과 성급한 기질 때문에 영국과 수시로 충돌, 긴장이 고조되었다. 1943년 드골은 자유 프랑스 민족회의를 알제리로 옮겨 프랑스 국민해방위원회로 개편하고 앙리 지로 장군과 함께 공동위원장에 취임했다.
프랑스 내에서 드골의 평판은 부정적이었다. 좌파 정치인들은 가톨릭교도인 군인 출신을 불신, 기피하였고, 우익 진영은 그를 국민적 영웅인 페탱 장군을 배신한 반역자 정도로 취급하였다. 그러나 런던으로부터의 방송 출연과 자유 프랑스 위원회의 활동 그리고 자신의 조직이나 영국 비밀첩보기관을 통한 레지스탕스 지하운동에의 협조 등은 프랑스 내에서 드골의 지도력을 점차 부각시켜갔다. 종전 이후에도 별로 주목받지 못하다가 파리 해방 이후, 연합국들은 드골의 위상을 인정하게 되었다.

### 임시 정부 주석

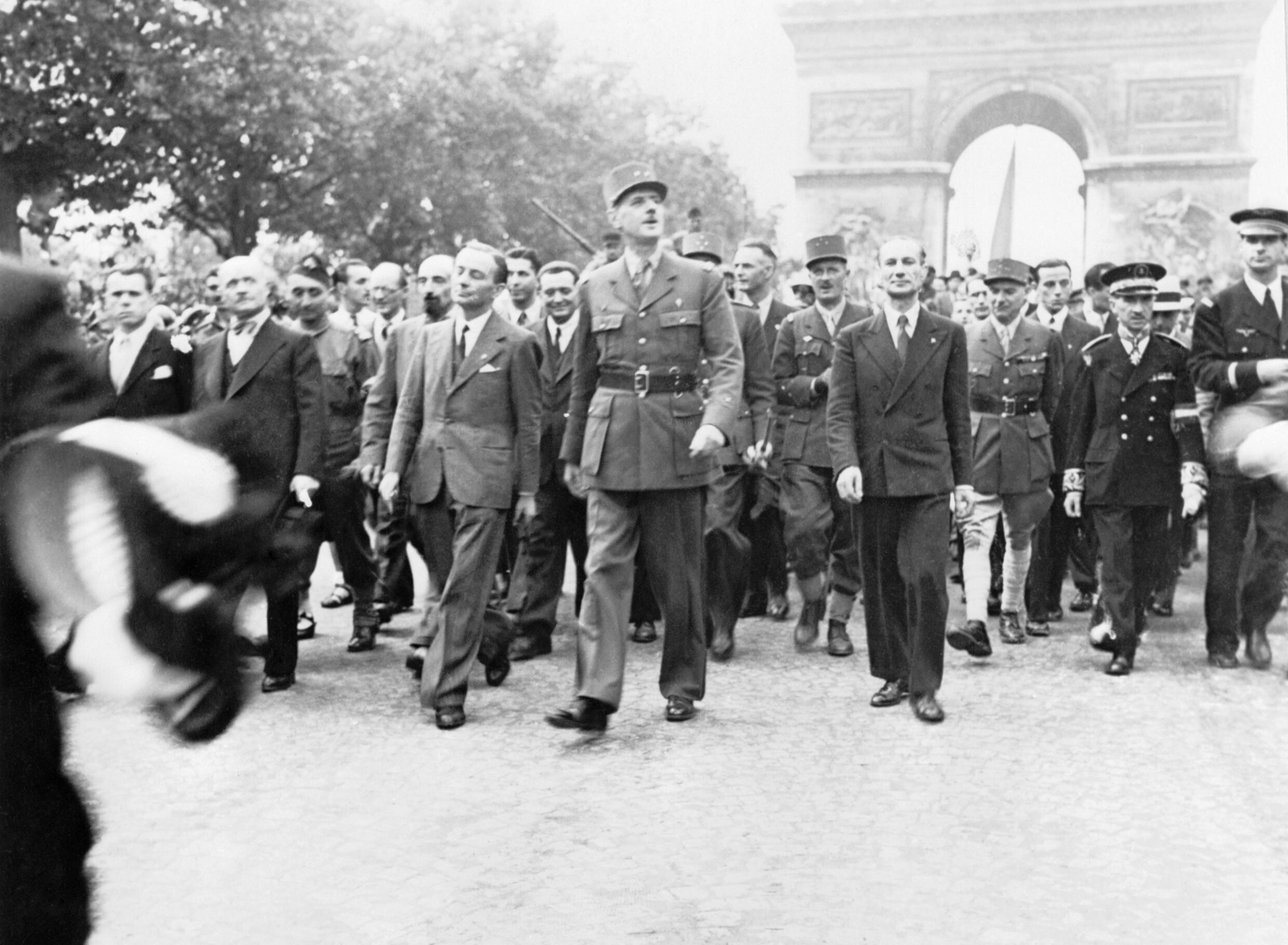
파리 해방 후에 샹젤리제 거리를 행렬하는 드골과 그의 측근자들 (1944년)

1944년 프랑스 해방과 함께 임시정부 주석에 취임했다. 1944년 9월 9일 드골은 알제리로부터 파리로 개선하였다. 그러나 1946년 1월 20일 임시정부 주석직을 사퇴했는데, 표면상으로는 제정당의 연립내각형성 움직임에 동조할 수 없었기 때문이었다고 한다.
처칠은 드골을 몹시 싫어해 드골의 레지스탕스 운동에 대한 지원을 포기하려고까지 했다. 처칠은 1943년 5월 미국 워싱턴에 머물던 처칠이 런던의 클레먼트 애틀리 부총리와 앤서니 이든 외무장관 등에게 보낸 각종 전문과 비망록에서도 이를 드러냈다. 처칠은 1943년 5월21일 애틀리에게 보낸 전문에서“(드골은 독일과의 전쟁에서) 쓰라린 군사적 패배를 겪었음에도 마치 자신이 모든 프랑스 국민을 대표하는 양 내세우고 있다”고 비난했다. 처칠은 “내 동지들이 일개 정치세력에 불과한 드골을 제거해야 할지를 두고 (영국)의회 및 프랑스국민과 정면으로 맞서야 할 것인지를 시급히 검토해주기 바란다”고 덧붙였다. 처칠은 같은 날 이든에게 보낸 비망록에서 드골을 “영국과 미국에 철저히 비우호적인 인사이며 공산주의에 동조하고 심지어 파시스트적인 성향도 지닌 사람”으로 묘사했다.
처칠은 이든에게 보낸 비망록에 프랭클린 루스벨트 미국대통령이 자신에게 보낸 서신을 동봉했다. 루스벨트도 서신에서 “드골이 정직한 사람일지는 모르지만 스스로를 메시아라고 착각하는 ‘구세주 콤플렉스’를 갖고 있는 것 같다”고 반감을 표시했다.
그러나 영국 각료들은 드골 지원정책이 급변할 경우에 초래될 위험성을 경고하면서 드골 지원을 주장했다. 윈스턴 처칠은 숙고끝에 내각의 뜻에 따랐다. 그러나 처칠은 계속 드골을 불신하였다.

### 총리 선출과 권력 장악
1945년 총리 겸 국방상을 거쳐, 1947년 반공 단체인 프랑스 국민 연합을 조직하였다. 1951년 제1당으로 성장하였으나, 1953년 당을 해체하고 정계에서 은퇴하였다. 드골은 1958년까지 프랑스 제4공화정과 수시로 충돌, 대립했다. 그는 제3공화정의 체제적 결함을 재현할 여지가 크다는 이유로 신헌법 거부운동을 발표, 행동으로 옮겨갔다.
1958년 알제리 전쟁의 여파로 제4공화국이 붕괴 위기에 처하면서 다시 정계에 나타나 그 해 6월에 6월 1일 총리에 올라 6개월간 전권을 위임받게 된다.

### 드골 정권의 정책

#### 프랑스의 과거청산

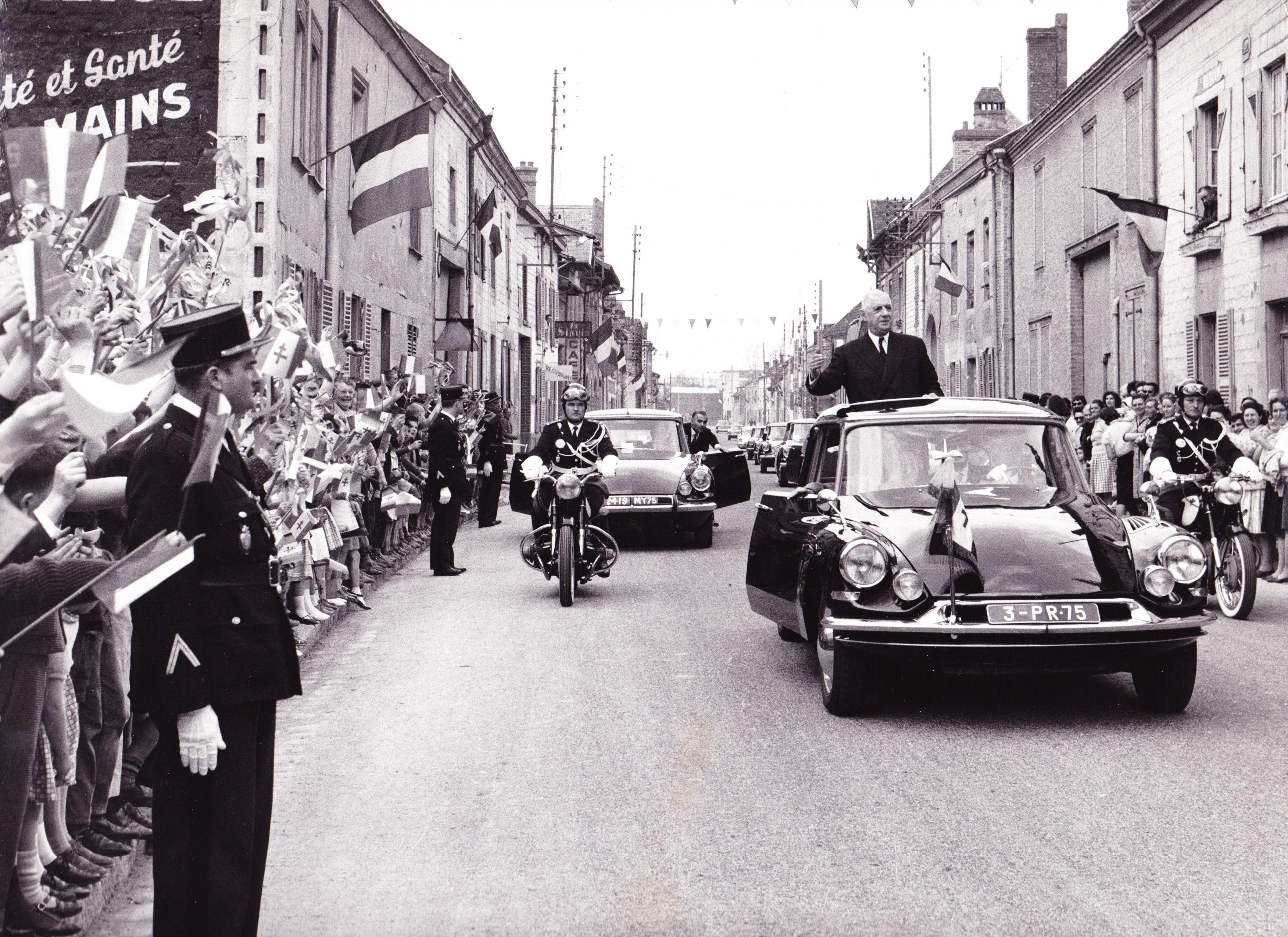
이즐쉬르쉬프에서 관중들에게 경례하는 드골

드골 정권은 나치 독일에게 프랑스가 점령당한 기간 동안 나치 독일에 협력했던 언론인들을 처벌함으로써 잘못된 과거사를 심판하였다. 당시 드골 정부는 900여 종의 신문·잡지 가운데 나치 독일에 협력한 694종에 대해 폐간이나 재산몰수로 처벌하였으며, 드골의 사관학교 재학시절 교수였던 페탱 원수를 포함한 나치독일 협력자들도 재판으로 처벌하였다.
그러나 드골의 과거사 청산의 이면에 아시아권과 아프리카에 식민지를 건설했던 프랑스는 베트남, 알제리, 기니 등에 대한 1870년대 이후의 식민통치와 징집, 징발 등에 대한 사과나 보상이 없어 이중잣대라는 비판도 존재하고 있다. 그 근거로 프랑스 정부는 식민지 민중들의 인권을 짓밞은 역사적 죄에 대해 사과나 보상을 하지 않고 있으며, 오히려 자크 시라크 대통령이 기니에서 이미 지난 일이니 잊자고 주장하는 뻔뻔함을 보였다.

#### 식민지 국가들
1958년 9월 28일 새 헌법이 국민투표를 통과하면서 제5공화국이 세워졌다. 프랑스의 식민지는 독립을 하거나 새 헌법을 받아들이는 선택을 할 수 있게 되었다. 기니는 독립하였으며 다른 식민지는 새 헌법을 받아들였다.

#### 식민지 정책 등의 외교 분야
그의 외교 정책은 프랑스의 위대함을 지키기 위해서 반미 정책을 쓰고 중화인민공화국을 승인하였으며, 핵무기의 개발, 유럽 경제 공동체의 추진과 영국 가맹의 거부, 나토 군사 기구로부터의 탈퇴, 미국의 대(對) 베트남 정책 반대 등, 미·소간에 있어서 독자적인 외교 노선을 전개하였다.
나치 독일의 부역자들을 처벌하였으나 드골 자신은 알제리나 베트남 식민지 국가에 대한 사과가 없었고, 식민지 국가의 프랑스인 침략전범을 처벌하지 않았다는 점에서 비판의 여지가 있다. 또한 나치 부역자와 비시 정부 관계자를 숙청하는 과정에서 20여만 명 넘는 피도살자를 냄으로써 파시즘이라는 부정적인 평가가 있다.
한편 미국에서도 재클린 케네디 등은 그를 부정적으로 봤다. 재클린 케네디는 그의 행동을 두고 " 지나치게 자기중심적이더라"고 봤다. 재클린은 그를 가리켜 "병적일 정도로 자기 중심적인, 극단적인 사람"이라는 평을 남기기도 했다. 프랭클린 루스벨트는 “드골이 정직한 사람일지는 모르지만 스스로를 메시아라고 착각하는 ‘구세주 콤플렉스’를 갖고 있는 것 같다”고 평했다.

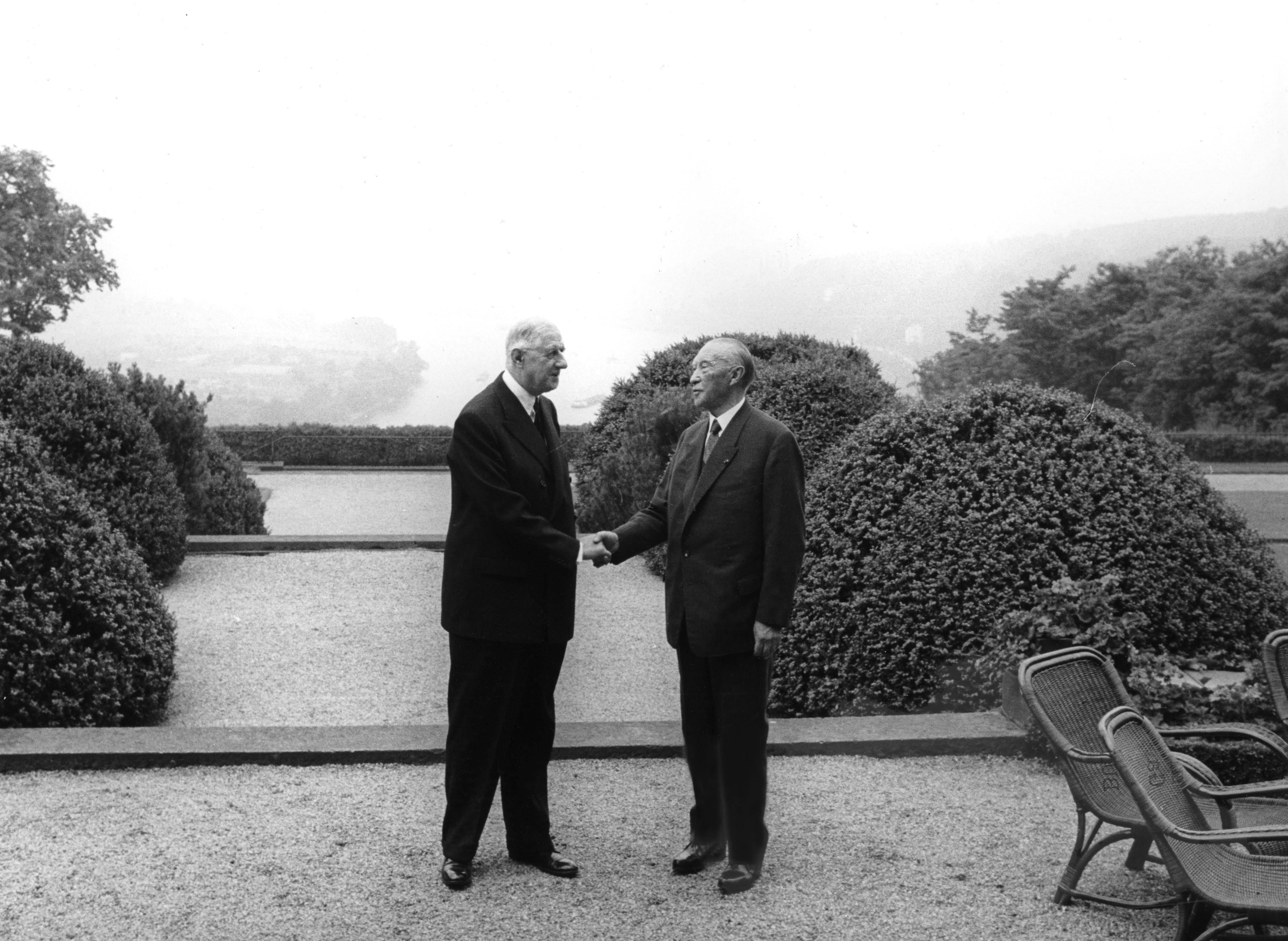
불독 우호 조약 후, 콘라트 아데나워 총리와 함께

### 제5공화국 대통령
1958년 9월에 헌법 개정안이 국민투표에서 압도적인 다수로 통과되어 10월을 기해 제5공화국을 수립하고, 이듬해 프랑스의 대통령으로 취임하였다. 1961년 알제리 민족자결정책을, 1962년에는 알제리 독립을 인정하는 에비앙 협정을 각각 국민 투표에 의해 가결함으로써, 약 7년에 걸친 알제리 전쟁을 평화적으로 해결하였다.
드골은 직접적인 인기있는 투표에 의하여 훗날의 대통령들을 선출하는 계획을 제의하였다. 프랑스 국회는 계획을 반대하고 1962년 10월 그의 정부에서 신임이 없는 투표를 통과시켰다. 그는 휴전 협정을 위하여 알제리의 국가주의적 지도자들과 협상하였다. 그러나 드골은 국회를 해산하고 직접 선거에 국민 투표를 실시하였다. 투표인들은 드골의 제안을 찬성하고 계획을 후원한 새 국회를 선출하였다.
1963년 드골과 콘라트 아데나워 서독 총리는 정치, 과학, 문화와 군사적 협력을 위하여 마련한 조약을 맺었다. 동시에 드골은 영국이 유럽 경제 공동체에 들어가는 것을 막았다. 1964년 프랑스는 중공을 인정하는 데 첫 서방 세력이 되었다.
1965년 드골은 대통령으로서 2번째 임기 기간을 좁게 이겼다. 1966년 나토로부터 프랑스군들을 철수시키고 나토의 본부를 프랑스로부터 옮기는 데 결정하였다. 1967년 그는 다시 영국의 유럽 경제 공동체 가입을 막았다. 그는 또한 독립적 핵무기 타격 부대를 창조하고 미국의 베트남 전쟁에 관련을 비난하기도 하였다.

### 은퇴와 말년

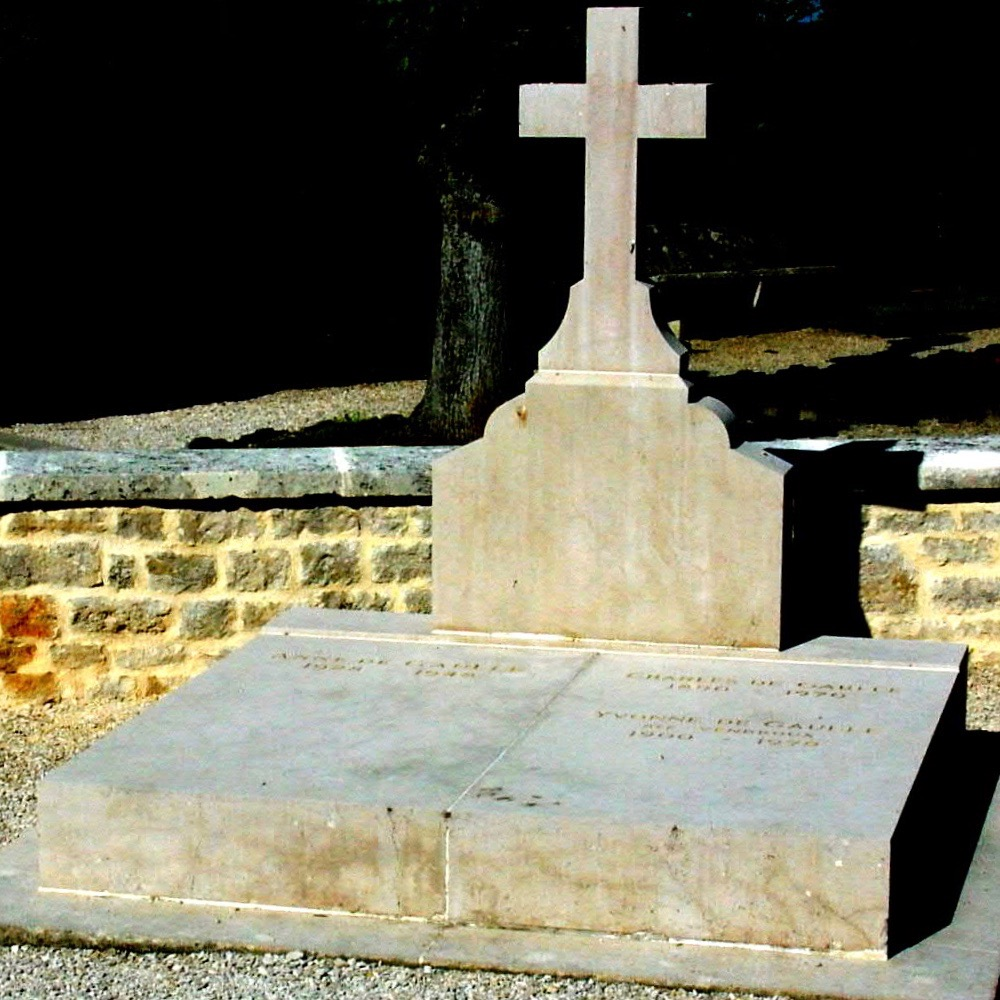
콜롱베레되제글리즈에 있는 샤를 드골의 무덤

1968년 프랑스 5월 혁명 이후 1969년 실시한 지방 제도 및 상원 개혁에 관한 국민투표에서 패함으로써 대통령직을 사임하였다. 저서에 《칼날》이라는 군사 이론에 관한 것과 《회상록》·《자서전》 등이 있다. 1969년에 실시된 국민 투표에서는 패하였지만 정계의 원로로서 막후에서 실권을 행사하였으며 1970년 11월 9일 임종하였다.

## 저서
- 1924년 적의 내분 (La Discorde chez I'ennemi)
- 1932년 칼날 (Le Fil de I'epée) : 리더십 이론서
- 1934년 미래의 군대 (Vers l'armée de métier)
- 1942년 영예로운 소명 (L'Appel)
- 1944년 화합 (L'Unité)
- 1958년 회고록 구원 (Le Salut)

## 프랑스에서의 기념
- 파리의 국제 공항 명칭은 샤를 드골 국제공항(CDG)이다.
- 프랑스 해군의 원자력 항공모함 명칭은 샤를 드골 함(R-91)이다.
- 에투알 개선문의 광장 공식 명칭도 샤를 드골 광장이다.

## 같이 보기
- 샤를 드골 다리
- 아데나워
- 마하트마 간디
- 제4공화정
- 제5공화정
- 프랑스령 기니
- 프랑스령 인도차이나
- 샤를 드골 국제공항
- 안도라 공동대공
- 비시 프랑스

## 역대 선거 결과
| 선거명      | 직책명 | 대수 | 정당         | 1차 득표율 | 1차 득표수   | 2차 득표율 | 2차 득표수   | 결과 | 당락 |
| ----------- | ------ | ---- | ------------ | ---------- | ------------ | ---------- | ------------ | ---- | ---- |
| 1958년 선거 | 대통령 | 18대 | 신공화국연합 | 78.51%     | 62,394표     |            |              | 1위  |      |
| 1965년 선거 | 대통령 | 18대 | 신공화국연합 | 44.65%     | 10,828,521표 | 55.20%     | 13,083,699표 | 1위  |      |

## 참고 문헌
- 이 문서에는 다음커뮤니케이션(현 카카오)에서 GFDL 또는 CC-SA 라이선스로 배포한 글로벌 세계대백과사전의 내용을 기초로 작성된 글이 포함되어 있습니다.